# Hwangjeon-myeon
Hwangjeon-myeon (koreanska: 황전면) är en socken i kommunen Suncheon i provinsen Södra Jeolla i den södra delen av Sydkorea, 280 km söder om huvudstaden Seoul.